# 대역사건
대역사건(일본어: 大逆事件 타이갸쿠지켄, 다이캬쿠지켄[*])은 일본의 과거 형법에 규정된 천황, 황후, 황태자 등에 대해 위해를 가하거나 모의한 대역죄에 대한 사건들을 말한다.

## 4대 사건
- 고토쿠 사건
- 도라노몬 사건
- 박열 사건
- 사쿠라다몬 사건

## 같이 보기
- 아나키즘
- 국가
- 우시마 쓰네타로